# Armenien i Junior Eurovision Song Contest
Armenien debuterade i Junior Eurovision Song Contest 2007 och har till och med 2024 deltagit 17 gånger. Landets nationella TV-bolag, ARMTV, har sedan starten varit ansvariga för landets uttagande av artist och bidrag.

## Historia
Landets nationella TV-bolag, ARMTV, meddelade den 21 maj 2007 att de avsåg att debutera i Junior Eurovision Song Contest den 8 december 2007 i Rotterdam. Landets första representant blev Arevik och hennes bidrag "Erazanq" (armeniska: Երազանք). Efter en rafflande omröstning och en jämn match mellan Armenien och Vitryssland slutade Arevik på andra plats med bara ett poäng färre än Vitryssland.
Efter ett lyckat debutår fortsatte Armenien tävla och har sedan 2007 vunnit en gång (2010, kommit tvåa fyra gånger (2007, 2009, 2015 och 2016) och kommit trea två gånger (2012 och 2014). I och med detta räknas Armenien till ett av de mest framgångsrika länderna i tävlingens historia.
ARMTV stod som arrangörer för Junior Eurovision Song Contest i Jerevan den 3 december 2011. Hamalir-komplexet agerade värdarena och hyste cirka 13 000 åskådare i publiken.  Involverade i arrangemanget var även svenska HD Resources, som bland annat stod för ljus och ljud inne i arenan.

## Resultat
Färgkod
 Vinnare/första plats 
 Andra plats 
 Tredje plats 
 Sista plats 
| År               | Artist              | Bidrag                                | Språk               | Plac. | Poäng |
| ---------------- | ------------------- | ------------------------------------- | ------------------- | ----- | ----- |
| 2007             | Arevik              | "Erazanq" (Երազանք)                   | Armeniska           | 2     | 136   |
| 2008             | Monica Manucharova  | "Im Ergi Hnchyune" (Իմ Երգի Հնչյունը) | Armeniska           | 8     | 59    |
| 2009             | Luara Hayrapetyan   | "Barcelona" (Բարսելոնա)               | Armeniska           | 2     | 116   |
| 2010             | Vladimir Arzumanyan | "Mama" (Մամա)                         | Armeniska           | 1     | 120   |
| 2011             | Dalita              | "Welcome to Armenia"                  | Armeniska, engelska | 5     | 85    |
| 2012             | Compass Band        | "Sweetie Baby"                        | Armeniska, engelska | 3     | 98    |
| 2013             | Monica Avanesyan    | "Choco-Factory"                       | Armeniska, engelska | 6     | 69    |
| 2014             | Betty               | "People of the Sun"                   | Armeniska, engelska | 3     | 146   |
| 2015             | Mika                | "Love"                                | Armeniska, engelska | 2     | 176   |
| 2016             | Anahit och Mary     | "Tarber" (Տարբեր)                     | Armeniska, engelska | 2     | 232   |
| 2017             | Misha               | Boomerang                             | Armeniska, engelska | 6     | 148   |
| 2018             | L.E.V.O.N.          | L.E.V.O.N.                            | Armeniska           | 9     | 125   |
| 2019             | Karina Ignatian     | Colours of Your Dream                 | Armeniska, engelska | 9     | 115   |
| Deltog inte 2020 |                     |                                       |                     |       |       |
| 2021             | Maléna              | Qami qami (Քամի Քամի)                 | Armeniska, engelska | 1     | 224   |
| 2022             | Nare                | Dance!                                | Armeniska, engelska | 2     | 180   |
| 2023             | Yan Girls           | Do It My Way                          | Armeniska, engelska | 3     | 180   |
| 2024             | Leo                 | Cosmic Friend                         | Armeniska, engelska | 8     | 125   |

## Sändnings– och röstningshistorik

### Kommentatorer och röstavlämnare
Det armeniska TV-bolaget, ARMTV, har varje år utsätt en kommentator till att förse tittarna med armenisk kommentar ovanpå sändningen, och har dessutom valt ut röstavlämnare vars uppdrag är att läsa upp de armeniska poängen under omröstningen.
| År   | Kommentator(er)                        | Röstavlämnare      |
| ---- | -------------------------------------- | ------------------ |
| 2007 | Gohar Gasparyan                        | Ani Sahakyan       |
| 2008 | Gohar Gasparyan                        | Mari Sahakyan      |
| 2009 | Gohar Gasparyan                        | Razmik Arghajanyan |
| 2010 | Gohar Gasparyan and Artak Vandanyan    | Nadia Sargsyan     |
| 2011 | Artak Vardanyan and Marianna Javakhyan | Razmik Arghajanyan |
| 2012 | Gohar Gasparyan                        | Mika               |
| 2013 | Dalita and Vahe Khanamiryan            | David Vardanyan    |
| 2014 | Avet Barseghyan                        | Monica Avanesyan   |
| 2015 | Avet Barseghyan                        | Betty              |
| 2016 | Avet Barseghyan                        | Mika               |
| 2017 | Gohar Gasparyan                        | Lilit              |
| 2018 | Mika och Dalita                        | Vardan Margaryan   |

### Röstningshistorik
Tabellerna nedan redovisar de fem länder Armenien givit till och tagit emot flest poäng från sedan landets debut i tävlingen fram till landets senaste medverkan, det vill säga 2016. Observera att även de poäng som delades ut under 2016 års upplaga, där varje land hade två jurygrupper som båda gav ut poäng enligt den klassiska poängskalan istället för kombinerad tittar- och juryröstning, är inkluderade.
| Albanien har givit flest poäng till följande länder: | Albanien har givit flest poäng till följande länder: | Albanien har givit flest poäng till följande länder: |
| Plac.                                                | Poäng                                                | Land                                                 |
| ---------------------------------------------------- | ---------------------------------------------------- | ---------------------------------------------------- |
| 1                                                    | 102                                                  | Georgien                                             |
| 2                                                    | 98                                                   | Ryssland                                             |
| 3                                                    | 68                                                   | Vitryssland                                          |
| 4                                                    | 56                                                   | Ukraina                                              |
| 5                                                    | 55                                                   | Malta                                                |

| Albanien har tagit emot flest poäng från följande länder: | Albanien har tagit emot flest poäng från följande länder: | Albanien har tagit emot flest poäng från följande länder: |
| Plac.                                                     | Poäng                                                     | Land                                                      |
| --------------------------------------------------------- | --------------------------------------------------------- | --------------------------------------------------------- |
| 1                                                         | 109                                                       | - Georgien                                                |
| 2                                                         | 96                                                        | - Ryssland                                                |
| 3                                                         | 91                                                        | - Ukraina                                                 |
| 4                                                         | 89                                                        | - Vitryssland                                             |
| 5                                                         | 86                                                        | - Nederländerna                                           |